# Cantón de L'Escarène
El cantón de L'Escarène era una división administrativa francesa que estaba situada en el departamento de Alpes Marítimos y la región de Provenza-Alpes-Costa Azul.

## Composición
El cantón estaba formado por seis comunas:
- Blausasc
- L'Escarène
- Lucéram
- Peille
- Peillon
- Touët-de-l'Escarène

## Supresión del cantón de L'Escarène
En aplicación del Decreto nº 2014-227 de 24 de febrero de 2014, el cantón de L'Escarène fue suprimido el 22 de marzo de 2015 y sus 6 comunas pasaron a formar parte del nuevo cantón de Contes.